# ICEY

《ICEY》，又称“艾希”，是由上海幻刃网络独立开发并由心动网络发行的含META要素的横版动作游戏，游戏于2016年11月17日在PlayStation 4与Steam平台上发售，稍后移植智能手机版，且于2018年登陆任天堂Switch平台。本作是心动网络首次发行的PlayStation 4平台游戏。
《ICEY》还未上市期间已获得科隆游戏展、东京电玩展等专业展会的业界奖项和提名，以及索尼互动娱乐和游戏界媒体的关注。

## 遊戲特色
《ICEY》的本質是 META 遊戲，遊戲角色會知道玩家的存在並和玩家對話，玩家可以在遊戲中扮演 ICEY 而非「你」（或者扮演「你」而非 ICEY），思考和對抗旁白的指示，通過交互方式來發掘遊戲世界的真相。
遊戲分有多個結局，因玩家的不同選擇，解鎖每一個結局，逐漸發掘真實的結局和隱藏劇情；因此玩家首次通關並不一定能夠解讀完整的劇情，需要多次遊戲或通過社交論壇進行交流來剖析劇情。

## 剧情
黑夜降临，世界已被犹大统治，主角艾希要打倒犹大的机器人军团，让世界恢复和平。在游戏中，玩家们将操作主角“ICEY”与旁白君一同踏上这段冒险旅途，而旁白君指引的会是“你”还是“ICEY”，这一切由你来选。这是一个非常容易理解，但颇有深度的故事，仅仅打完游戏并不能理解究竟发生了什么，玩家需要根据碎片的提示，来进一步思考世界的真相。ICEY，I SEE。

## 角色

### 主角
- 艾希 ICEY（汉语配音：最初为张瑜纹，之后改为山新[9]，英语配音：史蒂芬妮·尤斯登，日语配音（Switch版）：降幡爱）

在迷路森林的實驗室裡甦醒的少女。
没有记忆、没有过去，记忆对她来说并不重要，她存在的意义只是消灭犹大，不管有多少艰难险阻，她都一定会达成自己的使命——消灭犹大。于是在一片黑暗中，ICEY 苏醒了。
- 旁白君（汉语配音：图特哈蒙，日语配音（Switch版）：下野紘）

至始至终都陪伴著艾希的旁白，自稱是遊戲製作人的神秘男子。
他会指引艾希打倒犹大，但他不希望艾希违背他的指引，因为打倒犹大才是艾希应该做的。

### BOSS機器人
該遊戲中總共有8個機器人作為每一章節的BOSS，但無須全部攻略也可到達最終的結局。
遊戲設定中，機器人們都是猶大的手下，各自有著不同的故事。在廣大的地圖中探索他們的身世、了解他們悲慘的過往，也是該遊戲的核心之一。
- 暴食 Gorger  下水通道的BOSS。體型肥胖、手持巨大齒輪的機器人。

技能為啟動齒輪碾壓攻擊，以及用力跳躍、發出巨大的咆哮來震動地面。
- 托爾 Thor  彌城深處的BOSS。戴著黃色頭盔與護目鏡、手持鐵鎚的機器人。

技能為以鐵鎚重擊地面並發出巨大的能量波，以及向上發射炮彈。
遊戲中有時會出現身著黑色機甲、扛著巨大槍柱的托爾，他們擁有比一般托爾更高的攻擊與防禦。
- 帕克 Parker  彌城地下鐵的BOSS。身上有著黃黑相間條紋的蜘蛛。

技能為快速跳躍，以及生成大量從空中降落的小蜘蛛來集體攻擊；每次生成4隻小蜘蛛，待其全部清空之後才繼續生成新的小蜘蛛。
- 卡洛斯 Carlos  地下鐵出口的BOSS。身形肥胖、有著大嘴與六顆眼珠的爬蟲形生物。

攻擊方式有快速揮動爪子，以及大力跳躍並發出強大的能量波。修長而銳利的前爪平時折疊於身體兩側，待攻擊時才會完全伸出。
- 傑克 Jack 木偶劇院的BOSS。有著紅色外殼、身形矮小，手持雙槍的機器人。

身手矯健，可以迅速的翻滾跳躍，藉此躲避艾希的攻擊。攻擊方式為連續槍擊，以及發出大範圍的紅色圓形光波。
- 伊汀 Ideon  時計塔一層的BOSS。以兩根機械臂懸吊於空中，身形魁梧、有著粗壯手臂的機器人。

攻擊方式為雙臂夾擊、重擊地面，以及發出360°旋轉的雷射光。
由於身體被固定住，腰部也有卡鎨固定在走道上，這讓伊汀成為了遊戲中唯一一個不會移位的角色，只有在虛弱狀態時，身體才會微微的傾斜下來。
- 達哈爾 Dahal  新手關卡與時計塔二層的BOSS。揹著黑色圓環，手持雙槍、大砲與刺刀的機器人。

攻擊方式為連續槍擊、揮舞刺刀，以及快速的滾動彈跳。
是唯一可以在空中飛行的BOSS。
- 犹大 Judas  整個遊戲的最終BOSS。

这个世界的统治者，艾希必须消灭的敌人。玩家必須透過在游戏中收集到的種種線索发现他的秘密，並在劇情最後的時計塔頂端將他擊敗。
故事前期是一個披著機甲、全身充滿管線的男子，後期則是面目猙獰的巨大蜘蛛。
攻擊方式為伸出機械手臂夾擊、釋放電流，還有發射紅色的雷射光。

## 发行
游戏在2016年末，于PC上的Steam平台，及PlayStation4平台首发；次年2017年，移植登陆智能手机平台；2018年发行Nintendo Switch版。
在2019年5月，《ICEY》在Steam平台停止面向中国大陆地区的销售，官方发布的声明解释为中国大陆版号政策原因。

### 海外
2017年1月9日，邀请到《潛龍諜影V 幻痛》中扮演静静动作采集、脸部采集以及配音的史蒂芬妮·尤斯登参与到游戏的国际版配音
2017年2月27日，正式推出《ICEY》英文版。
2018年，随Nintendo Switch版发售，追加了日文配音，之后也陆续在其他平台已推出版本上以更新方式追加。

### 音乐
2016年12月5日，推出《ICEY》同名游戏原声集，曲目共12首。

### 破解事件
2016年11月19日，中国游戏平台游民星空放出《ICEY》的破解版本下载资源，游戏制作人在微博中公开了与游民星空交涉的过程。后者在舆论压力下撤下资源并进行了公开道歉。

### 销量
截止至2017年10月，《ICEY》的PlayStation 4和Windows版本已售出50万份。

## 评价
Eurogamer波兰站给出9分（满分10分），CGMagazine给出8.5分（满分10分），Multiplayer意大利站给出8.5分（满分10分），GameGrin给出8.5（满分10分），BaziCenter给出8分（满分10分），GameStar给出8分（满分10分）。

### 获奖
《ICEY》在多个电玩专业展会上获得殊荣。
- 2017年The Game Awards最佳中文游戏提名[30]
- 2016年東京電玩展《電擊PlayStation》最佳獨立遊戲提名[3]
- 2016年科隆遊戲展 Indie Arena Booth 展示入選[3]
- 2016年台北國際電玩展最佳潛力獎第2名
- 2016年亞洲獨立遊戲（Casual Connect Asia 2016）展示入選
- 2016年 Reboot Develop Indie Award 展示入選
- 2015年中國獨立遊戲節（IGF China 2015）展示入選[3]
- 2015年 Indieplay 最佳技術獎[3]